# لانگپریش
لانگپریش (به انگلیسی: Longparish) یک روستا و محله مدنی در بریتانیا است که در Test Valley واقع شده‌است. لانگپریش ۷۱۶ نفر جمعیت دارد.